# Yachimata
Yachimata (jap. 八街市, -shi) ist eine Stadt der Präfektur Chiba im Osten von Honshū, der Hauptinsel von Japan.

## Geographie
Yachimata liegt südlich von Narita und nördlich von Chiba.

## Verkehr
In ca. 10 km Entfernung zur Stadt liegt der Flughafen Tokio-Narita.
- Zug:
  - JR Sōbu-Hauptlinie
- Straße:
  - Nationalstraße 126, 409

## Angrenzende Städte und Gemeinden
- Chiba
- Sakura
- Sanmu
- Tōgane
- Tomisato